# Armand Maloumian
Armand Maloumian (en russe : Арман Малумян) (dans les camps russes surnommé ironiquement Armand Jean-Baptistovitch Maloumian), (4 mai 1928—24 juin 2007), est un Français d'origine arménienne, résistant, prisonnier du Goulag, auteur de mémoires sur le Goulag, écrivain activiste anticommuniste.

## Biographie
Maloumian naît à Marseille, dans une famille d'Arméniens de Turquie réfugiée en France après le génocide arménien, durant lequel son grand-père, sa grand-mère, ses oncles et tantes ont été tués. Au moins trente des membres de sa famille, en tout, furent victimes du génocide. Son père Jean-Baptiste Maloumian était originellement médecin en Turquie, et devint un spécialiste de traumatologie sportive (il ne pouvait exercer la médecine en France) ; sa mère était Victoria (née Chahinian). On notera que son père fut, avant la naissance d'Armand, en charge d'orphelinats arméniens en Grèce, et que sa mère fut une mère de substitution pour beaucoup de ces orphelins, dont notablement Mélinée Manouchian.
Durant la Seconde Guerre mondiale, du fait de l'engagement de la famille contre les nazis, prenant aussi exemple sur son frère Serge parti en Angleterre dès les premiers mois de l'occupation, et de sa révolte lorsqu'en 1943, il dut, avec les autres élèves de sa classe de seconde, baisser son pantalon au Lycée Condorcet devant la Gestapo, il participa à la résistance française. En 1944. À 16 ans, muni de faux papiers d'identité, il entre dans la 2e division blindée (France) du Général Leclerc, et participe activement aux combats ; il est décoré six fois pour sa bravoure. Seul survivant de son char « Le Vieux Pont », il est grièvement blessé à la tête. Il vit ses médailles confisquées lors de son arrestation en URSS.
La campagne d'agitation qui eut lieu à Paris en 1946 parmi les immigrés arméniens de Turquie pour un retour dans la « patrie historique », conduisit beaucoup d'Arméniens - souvent toujours munis de leur passeports Nansen - à s'installer en Arménie soviétique, en 1947. Un film a été réalisé sur ce sujet par la propagande soviétique. La famille de Maloumian fut l'une des rares familles parties sur le Rossia a posséder la nationalité française et le motif de leur venue en Arménie soviétique était une invitation officielle des autorités soviétiques pour que le doyen de la famille installe la chaire de traumatologie à Erevan : la famille n'avait nullement l'intention de rester en Arménie soviétique. Mais la famille Maloumian est en butte à l'immense déception, à l'atmosphère générale de peur et de délation généralisée de l'URSS stalinienne, et à la pression des autorités pour prendre la nationalité soviétique. En 1948, la famille tente de revenir à Paris. C'est d'abord son frère Nick qui tente d'entrer à l'Ambassade de France sans jamais l'atteindre : il est arrêté. Puis, par trois fois, Armand s'adresse à l'ambassade de France. Le metteur en scène Iouri Erzinkian, qui connaissait Armand pour l'avoir vu lors de tournages, et qui connaissait son désir de retour en France écrit dans ses mémoires qu'il avait fait preuve de beaucoup de courage. Maloumian se rendit à Moscou à l'Hôtel Metropol, en uniforme d'une armée étrangère (celui de la deuxième DB) et commanda du champagne et en même temps demanda à l'orchestre de jouer l'hymne national américain. Tout cela se produisit la veille de son arrestation par les autorités soviétiques.
Le 31 octobre 1948, il a alors 20 ans, Armand Maloumian est arrêté par le MGB et accusé d'espionnage. Durant sa période de détention, il est torturé. Il est maintenu isolé pendant 14 mois en cellule. Il est condamné à mort par l'article 58-1.a. de la loi soviétique comme traître à la patrie, mais après trois mois sa peine est commuée en 25 ans de réclusion. Sur ces trois mois, Armand Maloumian a écrit dans son livre : « Je suis condamné à mort. La sentence sera exécutée dans les jours à venir... Chaque fois que des pas s'approchent de ma cellule, je pense que c'est pour moi. Chaque fois que la porte s'ouvre, je pense : "ça y est. On va me fusiller. C'est la mort".... On a ouvert ma porte dix fois par jour et trois mois durant. Je suis mort 920 fois. J'avais vingt ans ».
Entre 1950 et 1953, il se trouve à Retchlag et participe au Soulèvement de Vorkouta. Au Retchlag, il se trouvait dans la section 2-м dont le comité de grève était dirigé par Félix Kendzerski, qui venait d'arriver là. Comme le signale un divisionnaire du camp, Maloumian, avec d'autres Zeks, soutient l'idée de la grève et organise une collecte pour faire face lors des évènements prévus. Selon des témoignages, Maloumian fut choisi ensuite pour diriger la grève de la deuxième division du camp. A. A Ougrimov, participant à la grève, souligne que le comité de grève, bien que se tenant dans l'ombre, était très actif, présent et uni, et que parmi eux se trouvait Maloumian.
Après la répression de la grève, Maloumian est envoyé dans l'Ozerlag près de Taïchet, où il rencontre et se lie d'amitié avec l'écrivain Iouri Dombrovski,.
Les autorités soviétiques permirent à la famille Maloumian de revenir en France en 1954, après la mort de Joseph Staline. Armand ne put revenir qu'en 1956, après sa libération le 17 février.
En 1976, Maloumian publie son livre de souvenirs sur le Goulag : Les fils du Goulag (cf. bibliographie), qui est traduit dans plusieurs langues. En 1983, il entre dans l'organisation « Résistance internationale», puis en devient dirigeant.
Dans les années 1990, il participe aux conférences « Résistance dans le Goulag », organisées par les éditions Le Retour, à Moscou.
En France, il vécut en Bretagne. Il est mort à Treveneuc dans les Côtes-d'Armor le 24 juin 2007.

### Famille
Son frère aîné Mihran, dit Nick (Céphalonie 1924- Paris 2007), vécut également en Arménie de 1947 à 1954. Il fut le premier à tenter d'entrer à l'ambassade de France à Moscou, pour demander aux autorités françaises qu'elles interviennent auprès des autorités soviétiques afin de libérer la famille. Il fut arrêté par le MGB. Son sort fut bien plus clément que celui qui attendait son jeune frère : les autorités soviétiques le relâchèrent (entre autres du fait de sa mauvaise santé chronique). Il fut assigné à résidence à Erevan, puis devint par la suite professeur de français et de latin à l'université.
L'aîné des trois frères était Berj (Serge) Maloumian, (Athènes 1921- Paris 1975), officier parachutiste SAS pendant la seconde guerre mondiale, grièvement blessé à Arnhem, joueur de batterie, réalisateur de documentaires et de films (entre autres la série La France Vue du Ciel), était resté à Paris durant ces années de l'après-guerre. C'est grâce à une correspondance codée (code créé de toutes pièces et sans concertation préalable) entre les deux frères pour passer la censure soviétique que les autorités françaises, et en particulier Monsieur Maurice Couve de Murville, ont facilité le retour de la famille en France.

### Beaux-Arts
- Le poète russo-français Vadim Delaunay lui a consacré des vers burlesques intitulés : « Aria d'Armand Maloumian »[17], qui reproduit parfaitement les capacités de Maloumian, en matière de vocabulaire russe hors-normes.

## Publications
- Les fils du goulag, Paris, Presses de la Cité, 1976  (ISBN 2258000882)
- (ru) Малумян Арман Концентрационный интернационал. // Континент, № 18. Изд-во Континент, 1978. с. 217-242(Internationale concentrationnaire)
- (ru) Малумян Арман Лагерные притчи // Континент, № 26. Изд-во Континент, 1980. с. 149-166. (paraboles des camps d'Armand Maloumian)
- (ru)Малумян А. Июль пятьдесят третьего / пер. с фр. Л. Новиковой // Воля: Журнал узников тоталитарных систем. — 1997. — № 6—7. — С. 127—135 (Juillet 1953- revue des prisonniers du système totalitaire)
- (ru)Малумян А. И даже наши слезы… // Iouri Dombrovski Собр. соч.: в 6 т. — М. : Терра, 1992. — Т. 6. — С. 351—357
- (ru)Малумян А. Предисловие к отрывку из романа Ю. О. Домбровского «Факультет ненужных вещей».(Faculté des choses inutiles) // Есть всюду свет…: Человек в тоталитарном обществе: Хрестоматия для старшеклассников / сост. С. С. Виленский. — М.: Возвращение, 2000. — С. 82—83; 465—466 (L'homme dans la société totalitaire)